# David Lemieux
David Lemieux (Montreal, 22 de diciembre de 1988) es un boxeador profesional canadiense retirado, que llegó a ser campeón mundial mediano de la FIB en el año 2015.

## Carrera profesional

### Frente a Golovkin
El 17 de octubre se enfrentó contra el kazajo Gennadi Golovkin en el Madison Square Garden por el Título IBF y defensa de los suyos. Golovkin sería más cauteloso en esta pelea; en los dos primeros asaltos mantendría a su rival a la distancia con su jab de izquierda, y a partir del tercero la pelea se iría más al combate cercano; el canadiense se caracterizó por estar intentando en todo momento conectar a Gennady. Durante el quinto round, un potente golpe de izquierda al cuerpo del kazajo a su rival, haría que este pusiera rodilla en lona y mientras tanto Golovkin, sin intención aparente, le daría un derechazo a la cabeza; pero Lemieux si pudo incorporarse (de no hacerlo, Gennady pudo haber sido descalificado). Para el sexto round, David, se había recuperado, y sería superior a Golovkin, pero este último lograría lesionar la nariz del canadiense. A partir del séptimo la superioridad del kazajo sería más evidente, y para el octavo round, una potente izquierda, haría retroceder al canadiense aparentemente iba a poner rodilla en lona, al no hacerlo, Golovkin continuó con el ataque, y el réferi decidió detener el combate; así Golovkin defendía sus títulos y se consagraba como nuevo campeón mediano de la IBF.

### Lemieux vs. Saunders
Después de semanas de tira y afloja con el campeón de la OMB Billy Joe Saunders (25-0, 12 KOs) en Twitter, el 10 de octubre, la OMB ordenó que se reunieran en una pelea obligatoria con ambos campamentos con 30 días para negociar una pelea, que probablemente tenga lugar a principios de 2018. El 16 de octubre, el mánager de Lemieux, Camille Estephan, declaró que las negociaciones iban bien para la pelea y que posiblemente tendrían lugar en el Bell Centre en Canadá el 16 de diciembre de 2017. También afirmó que HBO estaba interesado en mostrar la pelea. El 17 de octubre, la OMB confirmó que la pelea había sido firmada para llevarse a cabo en la nueva Place Bell en Laval, Quebec. Oscar De La Hoya le dijo a LA Times, si Lemieux gana el título de la OMB y no se puede llevar a cabo una revancha entre Canelo y Golovkin, habría muchas posibilidades de que Lemieux pelee contra Canelo en 2018.

## Récord profesional
| 43 Victorias (36 KOs), 4 Derrotas |        |                        |      |               |            |                                                 | |
| Res.                              | Récord | Oponente               | Tipo | Rd., Tiempo   | Fecha      | Localidad                                       | Notas |
| D                                 | 43–5   | David Benavidez        | TKO  | 3 (12)        | 21/05/2022 | Gila River Arena, Glendale, Arizona             | Por el título mundial interino del WBC en Peso Supermediano                                                    |
| G                                 | 43–4   | David Zegarra          | TKO  | 2 (10)        | 04/06/2021 | Hotel Holiday Inn, Cuernavaca, México           | |
| G                                 | 42–4   | Francy Ntetu           | KO   | 5 (10)        | 10/10/2020 | Centre Gervais Auto, Shawinigan, Canadá         | |
| G                                 | 41–4   | Maksym Bursak          | SD   | 10            | 07/12/2019 | Bell Centre, Montreal, Canada                   | |
| G                                 | 40–4   | Gary O'Sullivan        | TKO  | 1 (12), 2:44  | 15/09/2018 | T-Mobile Arena, Las Vegas                       | |
| G                                 | 39–4   | Karim Achour           | UD   | 12            | 26/05/2018 | Videotron Centre, Quebec City, Quebec           | |
| D                                 | 38–4   | Billy Joe Saunders     | UD   | 12            | 16/12/2017 | Place Bell, Laval, Quebec                       | Por el título mundial de la WBO del peso medio.                                                                |
| G                                 | 38–3   | Marcos Reyes           | UD   | 10            | 06/05/2017 | T-Mobile Arena, Paradise, Nevada                | |
| G                                 | 37–3   | Curtis Stevens         | KO   | 3 (12), 1:59  | 11/03/2017 | Turning Stone Resort Casino, Verona, Nueva York | Ganó los títulos WBC Continental Americas y el vacante WBO Intercontinental del peso medio.                    |
| G                                 | 36–3   | Cristian Rios          | UD   | 10            | 22/10/2016 | Bell Centre, Montreal, Quebec                   | |
| G                                 | 35–3   | Glen Tapia             | TKO  | 4 (10), 0:56  | 07/05/2016 | T-Mobile Arena, Paradise, Nevada                | Ganó el vacante título de la WBO-NABO del peso medio.                                                          |
| D                                 | 34–3   | Gennady Golovkin       | TKO  | 8 (12), 1:32  | 17/10/2015 | Madison Square Garden, Nueva York               | Perdió el título de la IBF del peso mediano. Por los títulos WBA (Super), IBO y WBC (interino) del peso medio. |
| G                                 | 34–2   | Hassan N'Dam N'Jikam   | UD   | 12            | 20/06/2015 | Bell Centre, Montreal, Quebec                   | Ganó el vacante título de la IBF del peso medio                                                                |
| G                                 | 33–2   | Gabriel Rosado         | TKO  | 10 (12), 1:45 | 06/12/2014 | Barclays Center, Nueva York                     | Retiene el título de la NABF del peso medio.                                                                   |
| G                                 | 32–2   | Fernando Guerrero      | KO   | 3 (12), 1:56  | 24/05/2014 | Bell Centre, Montreal, Quebec                   | Ganó el título de la NABF del peso medio.                                                                      |
| G                                 | 31–2   | Jose Miguel Torres     | TKO  | 7 (10), 1:48  | 30/11/2013 | Colisée Pepsi, Quebec City, Quebec              | |
| G                                 | 30–2   | Marcus Upshaw          | UD   | 8             | 28/09/2013 | Bell Centre, Montreal, Quebec                   | |
| G                                 | 29–2   | Robert Swierzbinski    | KO   | 1 (8), 2:21   | 08/06/2013 | Bell Centre, Montreal, Quebec                   | |
| G                                 | 28–2   | Albert Ayrapetyan      | TKO  | 2 (10), 1:26  | 14/12/2012 | Bell Centre, Montreal, Quebec                   | |
| G                                 | 27–2   | Álvaro Gaona           | KO   | 1 (10), 2:48  | 12/10/2012 | Bell Centre, Montreal, Quebec                   | |
| G                                 | 26–2   | Jaudiel Zepeda         | KO   | 2 (8), 1:47   | 08/06/2012 | Bell Centre, Montreal, Quebec                   | |
| D                                 | 25–2   | Joachim Alcine         | MD   | 12            | 10/12/2011 | Bell Centre, Montreal, Quebec                   | Perdió el título internacional de la CMB del peso medio.                                                       |
| D                                 | 25–1   | Marco Antonio Rubio    | TKO  | 7 (12), 2:36  | 08/04/2011 | Bell Centre, Montreal, Quebec                   | |
| G                                 | 25–0   | Purnell Gates          | TKO  | 2 (10), 2:50  | 03/12/2010 | Bell Centre, Montreal, Quebec                   | |
| G                                 | 24–0   | Héctor Camacho Jr.     | KO   | 1 (12), 3:00  | 29/10/2010 | Bell Centre, Montreal, Quebec                   | Retiene el título internacional de la CMB del peso medio.                                                      |
| G                                 | 23–0   | Elvin Ayala            | KO   | 1 (12), 2:44  | 11/06/2010 | Uniprix Stadium, Montreal, Quebec               | Gana el vacante título internacional de la CMB del peso medio.                                                 |
| G                                 | 22–0   | Walid Smichet          | KO   | 2 (10), 0:57  | 03/04/2010 | Montreal Casino, Montreal, Quebec               | Retiene el título vacante de Canadá del peso súper mediano.                                                    |
| G                                 | 21–0   | Jason Naugler          | UD   | 10            | 06/02/2010 | Montreal Casino, Montreal, Quebec               | Ganó el título vacante de Canadá del súper mediano.                                                            |
| G                                 | 20–0   | Delray Raines          | KO   | 2 (10), 2:51  | 11/12/2009 | Bell Centre, Montreal, Quebec                   | Ganó el título vacante del CMB Juvenil Intercontinental de peso mediano.                                       |
| G                                 | 19–0   | Alfredo Contreras      | KO   | 2 (8), 2:57   | 07/11/2009 | Montreal Casino, Montreal, Quebec               | |
| G                                 | 18–0   | Donny McCrary          | KO   | 1 (8), 2:07   | 03/10/2009 | Montreal Casino, Montreal, Quebec               | |
| G                                 | 17–0   | Bladimir Hernández     | KO   | 5 (8), 3:00   | 28/08/2009 | Montreal Casino, Montreal, Quebec               | |
| G                                 | 16–0   | Martín Ávila           | TKO  | 2 (6), 1:17   | 19/06/2009 | Bell Centre, Montreal, Quebec                   | |
| G                                 | 15–0   | Thomas Davis           | KO   | 1 (6), 0:47   | 18/04/2009 | Montreal Casino, Montreal, Quebec               | |
| G                                 | 14–0   | Luis Roberto Reyes     | TKO  | 1 (8), 2:34   | 07/03/2009 | Montreal Casino, Montreal, Quebec               | |
| G                                 | 13–0   | Rogelio Sanchez        | TKO  | 3 (6), 3:00   | 30/01/2009 | Bell Centre, Montreal, Quebec                   | |
| G                                 | 12–0   | Patrick Tessier        | TKO  | 2 (6), 2:50   | 1/11/2008  | Montreal Casino, Montreal, Quebec               | Ganó el título vacante de peso medio ligero del Consejo de Boxeo de Quebec.                                    |
| G                                 | 11–0   | Lance Moody            | KO   | 1 (6), 2:15   | 4/10/2008  | Montreal Casino, Montreal, Quebec               | |
| G                                 | 10–0   | Ulises Duarte          | TKO  | 1 (4), 1:45   | 1/08/2008  | Windsor Station, Montreal, Quebec               | |
| G                                 | 9–0    | Oswaldo Gonzalez       | TKO  | 2 (6), 1:53   | 11/07/2008 | Uniprix Stadium, Montreal, Quebec               | |
| G                                 | 8–0    | Julio Gonzalez         | TKO  | 2 (6), 2:28   | 6/06/2008  | Uniprix Stadium, Montreal, Quebec               | |
| G                                 | 7–0    | Rodney Green           | TKO  | 4 (4), 1:00   | 3/05/2008  | Montreal Casino, Montreal, Quebec               | |
| G                                 | 6–0    | Guillermo Cortez       | KO   | 1 (4), 2:44   | 9/02/2008  | Montreal Casino, Montreal, Quebec               | |
| G                                 | 5–0    | Jesus Ortega           | KO   | 1 (4), 1:30   | 7/12/2007  | Bell Centre, Montreal, Quebec                   | |
| G                                 | 4–0    | Rene Fernández         | KO   | 2 (4), 2:12   | 15/09/2007 | Montreal Casino, Montreal, Quebec               | |
| G                                 | 3–0    | Andres Lovera          | KO   | 2 (4), 2:59   | 8/06/2007  | Uniprix Stadium, Montreal, Quebec               | |
| G                                 | 2–0    | Jose Luis Álvarez      | TKO  | 2 (4), 1:06   | 12/05/2007 | Montreal Casino, Montreal, Quebec               | |
| G                                 | 1–0    | Jose Candelario Torres | TKO  | 2 (4), 3:00   | 14/04/2007 | Montreal Casino, Montreal, Quebec               | Debut profesional de Lemieux.                                                                                  |